# Martin Hansson (alpin skidåkare)
Martin Hansson, född 12 mars 1975 i Hedemora, svensk utförsåkare. Bror till Erika Hansson.
Slalomspecialisten Hansson gjorde sin första världscuptävling 1995 och avslutade karriären efter säsongen 2007/08. Hans främsta världscupplacering var tredjeplatsen i slalom i Chamonix 1997. Hansson blev tia i slalom i Turin-OS 2006 och tolva i VM såväl 2003 som 2007. Han vann SM i slalom 1998 och 2001 samt öppna österrikiska mästerskapen 1996. Deltog även i OS 1998 i Nagano samt VM 1996, 1997 och 1999. Han sin alpina skidutrustning på hyllan efter säsongen 2007–2008.
Martin Hansson är tillsammans med systern delägare i "Dalskidan" som hyr ut alpin utrustning i Sälenfjällen.

### Fotnoter
1. ↑  Hans Dahl (6 mars 2008). ”En veteran tar farväl” (på svenska). Dalarnas tidning. https://www.dt.se/artikel/sport/en-veteran-tar-farval. Läst 4 september 2018.
2. ↑  Berit Djuse (30 oktober 2006). ”Från OS till företagande” (på svenska). Dalademokraten. https://www.dalademokraten.se/artikel/dalarna/malung-salen/fran-os-till-foretagande. Läst 4 september 2018.
3. ↑  Staffan Björklund. ”Syskonen Erika och Martin Hansson blev framgångsrika företagare” (på svenska). Sport i Dalarna. Arkiverad från originalet den 4 september 2018. https://web.archive.org/web/20180904225645/http://www.sportidalarna.se/syskonen-erika-och-martin-hansson-blev-framgangsrika-foretagare/. Läst 4 september 2018.